# Interdependencia
La interdependencia (RAE: dependencia recíproca) es la acción de ser dependiente, responsable y de compartir un conjunto común de principios con otros.

## Utilización del concepto
Éste término fue usado por primera vez en 1929 por Mahatma Gandhi, este afirmó que la interdependencia era y debía ser el ideal de la persona, entendiéndola como autosuficiencia.  Las personas, al conformarse como seres sociales, sin la interrelación con la sociedad no pueden notar su unicidad con el universo ni suprimir su egoísmo. En ese sentido, su interdependencia social les permite poner a prueba su fe.

### Interdependencia positiva
Todos los países (estado-naciones) son dependientes en diferentes grados, en cada una de las siguientes áreas: comercio, tecnología, comunicaciones, migración, entre otras. Todo esto, en el contexto de la globalización, que obliga a los países a mantenerse en una constante interdependencia al relacionarse en distintas aristas, como las anteriores.
La interdependencia económica es una consecuencia de la especialización, o de la Cournot, quien escribió que el sistema económico era en realidad un todo, cuyas partes están conectadas y reaccionan con cada una de las otras. La interdependencia no es rígida, porque las organizaciones, los individuos y las naciones pueden cambiar su producción desde un conjunto de productos a otro. 
Por otro lado, las relaciones que se establecen entre las naciones imperialistas y las colonias no son unilaterales, es decir, no solo las colonias necesitan a las potencias para su desarrollo, pues las potencias también necesitan a las colonias para obtener materia prima y como mercados para colocar sus mercancías y/o exportar sus capitales.

### Interdependencia negativa
Propicia la inequidad y la injusticia. También perjudica a las personas de una sociedad. Viola los derechos humanos al privilegiar el derecho a la cooperación internacional sobre el derecho a la autodeterminación de los pueblos.

## Interdependencia de los Derechos Humanos
El principio de interdependencia de los derechos humanos reconoce la dificultad o imposibilidad de hacer efectivo cualquiera de los derechos humanos de forma separada respecto de los demás derechos. La interdependencia supone que entre los derechos humanos no existe ninguna jerarquía y que están relacionados de forma tal que es imposible su plena realización sin la satisfacción simultánea de los otros.  No tendrá sentido hablar del derecho al trabajo sin que se haya hecho mínimamente efectivo el derecho a la educación; el derecho a votar resultará poco importante si hay discriminación por el color de su piel, su sexo, su idioma o su religión. Los principios de indivisibilidad y de interdependencia de los derechos humanos implican que hay que hacer esfuerzos por que los derechos humanos se hagan efectivos a la vez, dejando margen para el establecimiento de prioridades en caso necesario de conformidad con los principios de derechos humanos.

## Declaración Universal de Interdependencia
El reconocimiento de la interdependencia política, económica y social se refleja en numerosas declaraciones de interdependencia a lo largo de la historia. Relacionadas todas ellas con la interdependencia económica, política, ecológica y social -contra la intolerancia religiosa y racial-. En 1976 se presentaron al público dos "Declaraciones de interdependencia". Una de ellos fue la "Declaración de Greenpeace sobre la interdependencia" publicada por Greenpeace en el Greenpeace Chronicles (invierno 1976-77). Esta declaración fue una condensación de varios manifiestos ecológicos que Bob Hunter había escrito a lo largo de los años. Las "Tres leyes básicas de la ecología" mencionadas en el texto fueron desarrolladas por Patrick Moore, inspiradas en los escritos de Barry Commoner.
Henry Steele Commager redactó otra Declaración de Interdependencia y la presentó a los Consejos de Asuntos Mundiales de Filadelfia el 24 de octubre de 1975. Fue firmado en una ceremonia de firma el 30 de enero de 1976 en el Salón de Congresos, Parque Histórico Nacional Independencia, Filadelfia por varios miembros del Congreso. También fue "aprobada" por varias organizaciones no gubernamentales y organismos especializados de las Naciones Unidas.
David Suzuki escribió una Declaración de Interdependencia en 1992 para la Cumbre de la Tierra celebrada ese año.
En 2005, en San Francisco, en la Cumbre que celebró el 60.º aniversario de la firma de la Carta de las Naciones Unidas, que entró en vigor el 24 de octubre de 1945, fue presentada al Secretario General de las Naciones Unidas, Kofi Annan, y al Presidente de la Asamblea General de las Naciones Unidas, Jan Eliasson, la Declaración universal de interdependencia firmada por políticos, diplomáticos e intelectuales internacionales como Edgar Morin.